# Ocotea salvadorensis
Ocotea salvadorensis là loài thực vật có hoa trong họ Nguyệt quế. Loài này được (Lundell) van der Werff miêu tả khoa học đầu tiên năm 1996.